# Star Perú
Aerolíneas Star Perú S.A., Star Perú es la aerolínea bandera del Perú con sede central en Lima y actualmente parte del holding Global Investment Forum (GIP). Presta servicios en el país y chárter en América del Sur desde el año 1997. Su centro de conexiónes es el Aeropuerto Internacional Jorge Chávez en Lima.

## Historia

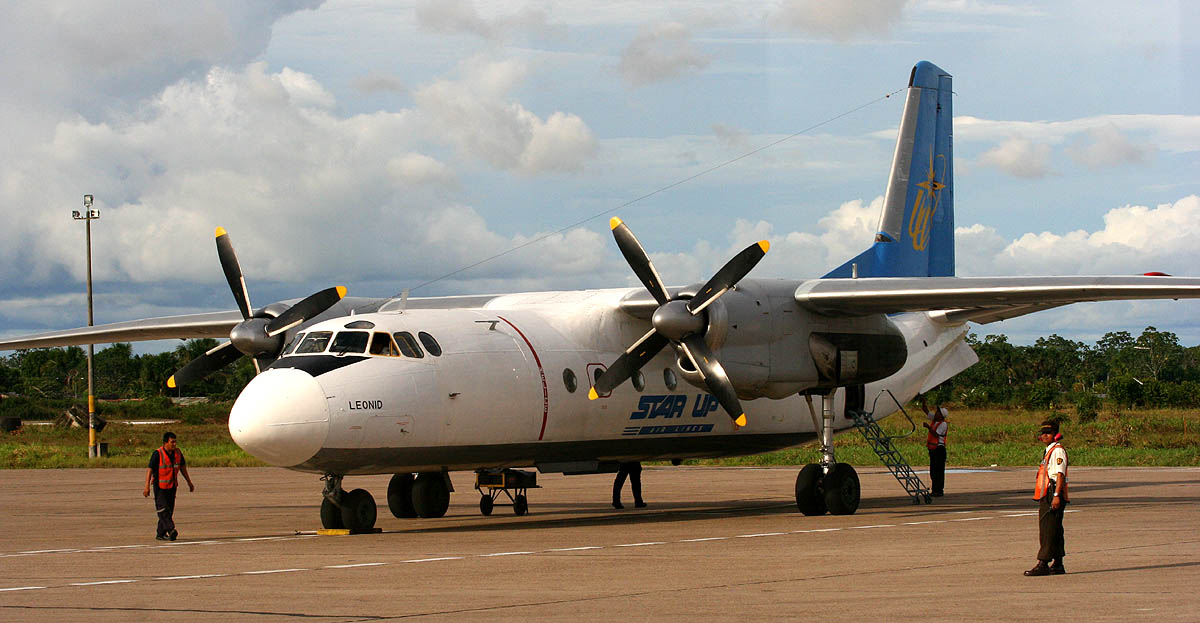
Star Up Antonov An-24 en Iquitos

La aerolínea inició sus operaciones en mayo de 1997 con un avión Antonov An-32 para servicios de carga. En los dos años siguientes incrementó el número de aeronaves a tres Antonov An-24 con capacidad para 40 pasajeros, y un Antonov An-26 para servicio de pasajeros y carga simultánea.
En el 2004 decidió expandir sus operaciones, inaugurando su primer vuelo comercial regular a la ciudad de Pucallpa con su primer Boeing 737-200. Durante el 2005 adquirió una flota de 7 Boeing 737-200 con una inversión ascendente a unos USD 1500 millones. En esta etapa la aerolínea adoptó el nombre comercial de Star Perú. Basado en el crecimiento mensual del tráfico de pasajeros, Star Perú fue la aerolínea de más rápido crecimiento en Perú en 2005. 
De manera progresiva, desde el 2009 fue incorporando aviones británicos Bae 146 (versiones 100, 200 y 300) en reemplazo de sus aviones Boeing. 
Casi 10 años después, en el 2018, decidió retirarlos para cambiarlos por aeronaves Boeing 737-300, que fueron operados previamente por Southwest Airlines. En el 2019 incorporó dos aviones Bombardier Q400 para operarlos en vuelos chárter y rutas cuyos aeropuertos no permiten aviones  Boeing 737.

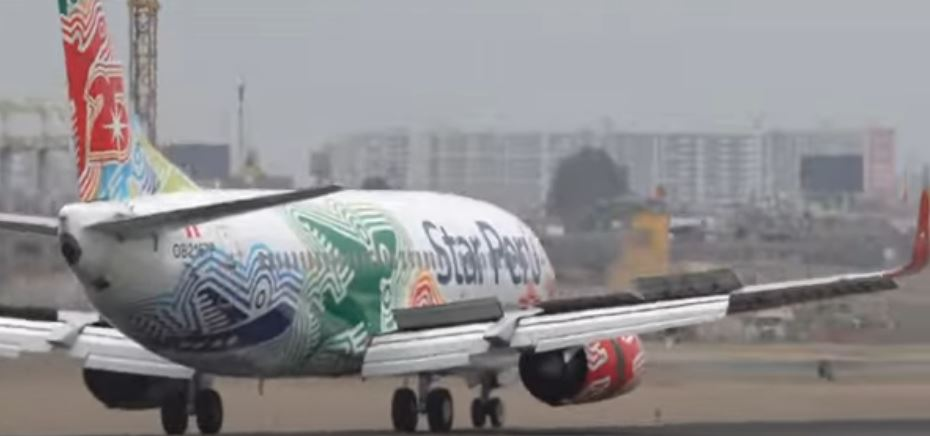
Star Peru Boeing 737 en Lima

Debido a una crisis económica Star Perú se vería en grandes problemas económicas frente al mercado nacional al igual que Peruvian Airlines y es por eso que el 18 de mayo de 2018 firmaron un acuerdo comercial llamado "Alianza Perú". E; acuerdo tenía como objetivo que ambas aerolíneas tuvieran una mayor participación en el mercado peruano, que estaba controlado en gran medida por subsidiarias extranjeras como Sky Airline Perú y la más grande, LATAM (Perú). Trabajó muy de cerca con Peruvian Airlines hasta que se declaró en quiebra en octubre de 2019.
En 2023, Star Perú y Plus Ultra Líneas Aéreas firmaron un acuerdo para que las dos aerolíneas brinden vuelos de conexión desde Madrid y Lima a los destinos nacionales de Star Perú.En mayo de 2024, Star Perú se unió a la Asociación Latinoamericana y del Caribe de Transporte Aéreo (ALTA).

## Destinos

### Nacionales

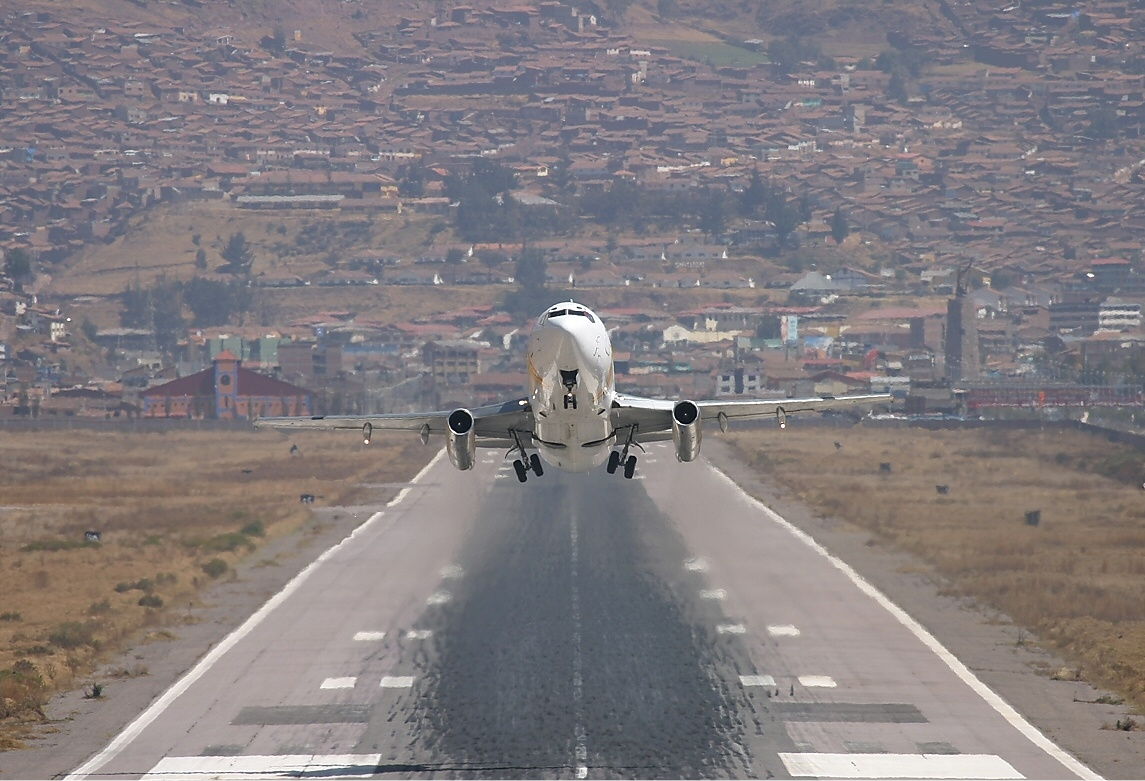
Boeing 737-200 despegando del Aeropuerto Internacional Alejandro Velasco Astete (2005).

Star Perú brinda servicios a los siguientes destinos nacionales:
| País | Destinos  | Aeropuertos                                                                     | Desde | Desde | Desde | Desde |
| País | Destinos  | Aeropuertos                                                                     | LIM   | IQT   | CIX   | TPP   |
| ---- | --------- | ------------------------------------------------------------------------------- | ----- | ----- | ----- | ----- |
| Perú | Cajamarca | Aeropuerto Mayor General FAP Armando Revoredo Iglesias                          | X     |       |       |       |
| Perú | Chiclayo  | Aeropuerto Internacional Capitán FAP José A. Quiñones                           | X     | X     |       | X     |
| Perú | Huánuco   | Aeropuerto Alf. FAP David Figueroa Fernandini                                   | X     |       |       |       |
| Perú | Iquitos   | Aeropuerto Internacional Coronel FAP Francisco Secada Vignetta (Hub secundario) | X     |       | X     | X     |
| Perú | Lima      | Aeropuerto Internacional Jorge Chávez (Hub principal)                           |       | X     | X     | X     |
| Perú | Pucallpa  | Aeropuerto Internacional Capitán FAP David Abensur Rengifo                      | X     | X     |       |       |
| Perú | Tarapoto  | Aeropuerto Cadete FAP Guillermo del Castillo Paredes                            | X     | X     | X     |       |

### Acuerdos de código compartido
- Avianca[5]
- Plus Ultra Líneas Aéreas[3]

## Flota

### Flota actual

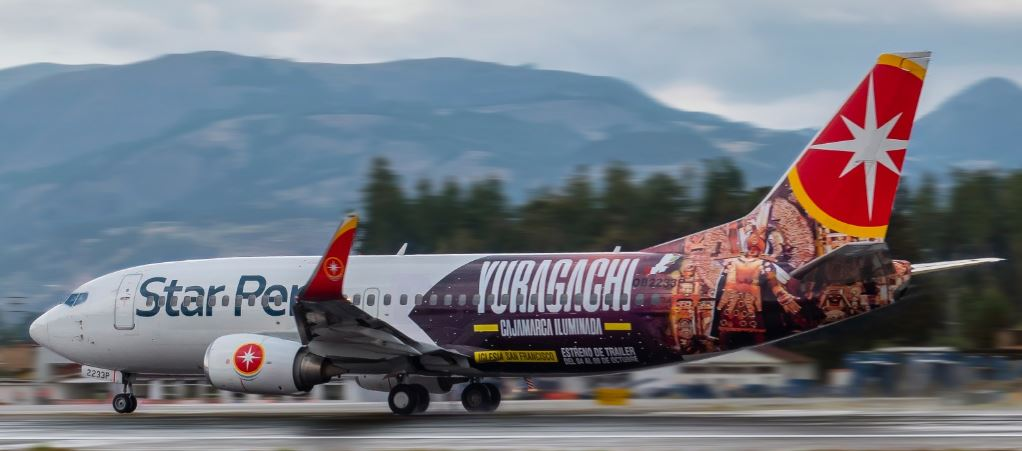
Boeing 737-300 de Star Perú despegando del aeropuerto Aeropuerto Mayor General FAP Armando Revoredo Iglesias.

La flota de Star Perú está compuesta por las siguientes aeronaves:
| Aeronaves                  | Activos | Pedidos | Pasajeros (clase turista)                           | Matrículas                                          | Antigüedad                                          |
| -------------------------- | ------- | ------- | --------------------------------------------------- | --------------------------------------------------- | --------------------------------------------------- |
| Boeing 737-300             | 6       | 1       | 143                                                 | OB-2176P                                            | 30,3 años                                           |
| Boeing 737-300             | 6       | 1       | 143                                                 | OB-2181P                                            | 30,3 años                                           |
| Boeing 737-300             | 6       | 1       | 143                                                 | OB-2167P                                            | 30,3 años                                           |
| Boeing 737-300             | 6       | 1       | 143                                                 | OB-2185P                                            | 30,1 años                                           |
| Boeing 737-300             | 6       | 1       | 143                                                 | OB-2233P                                            | 29,5 años                                           |
| Boeing 737-300             | 6       | 1       | 143                                                 | OB-2234                                             | 28,1 años                                           |
| De Havilland Canadá Dash 8 | 2       | —       | 76                                                  | N689AC                                              | 23,6 años                                           |
| De Havilland Canadá Dash 8 | 2       | —       | 74                                                  | N199WQ                                              | 16,5 años                                           |
| Total                      | 8       | 1       | Edad media de la flota (agosto de 2024): 27,3 años. | Edad media de la flota (agosto de 2024): 27,3 años. | Edad media de la flota (agosto de 2024): 27,3 años. |

### Flota histórica

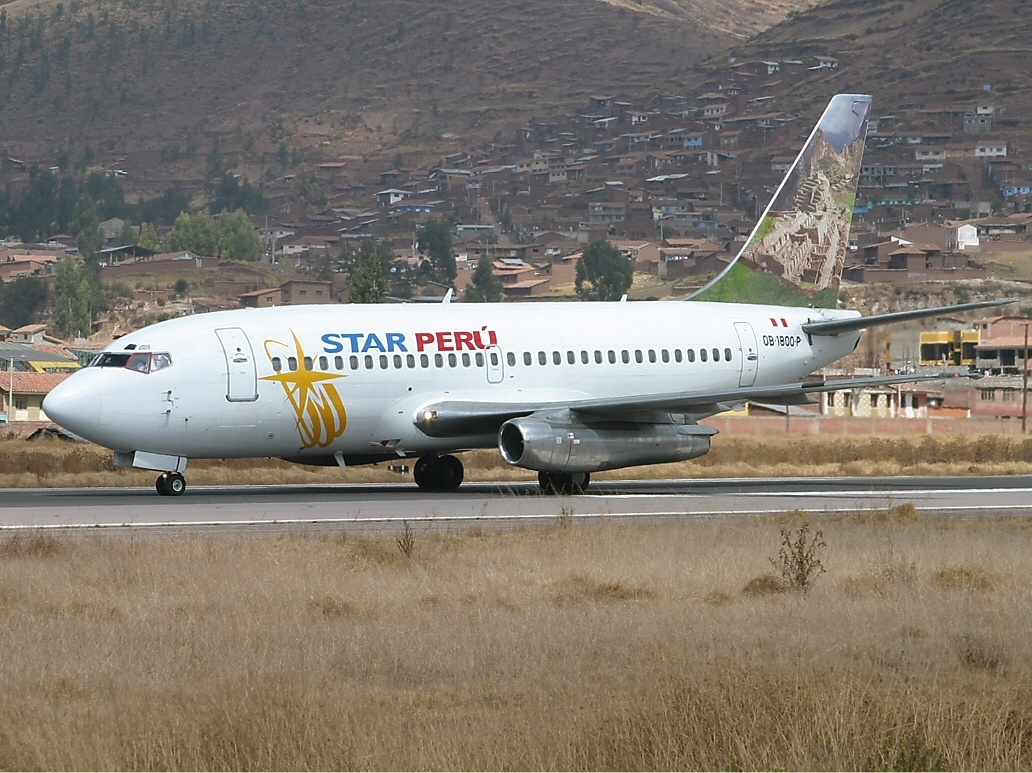
Boeing 737-200 retirado de Star Perú

En el pasado, Star Perú operó las siguientes aeronaves:

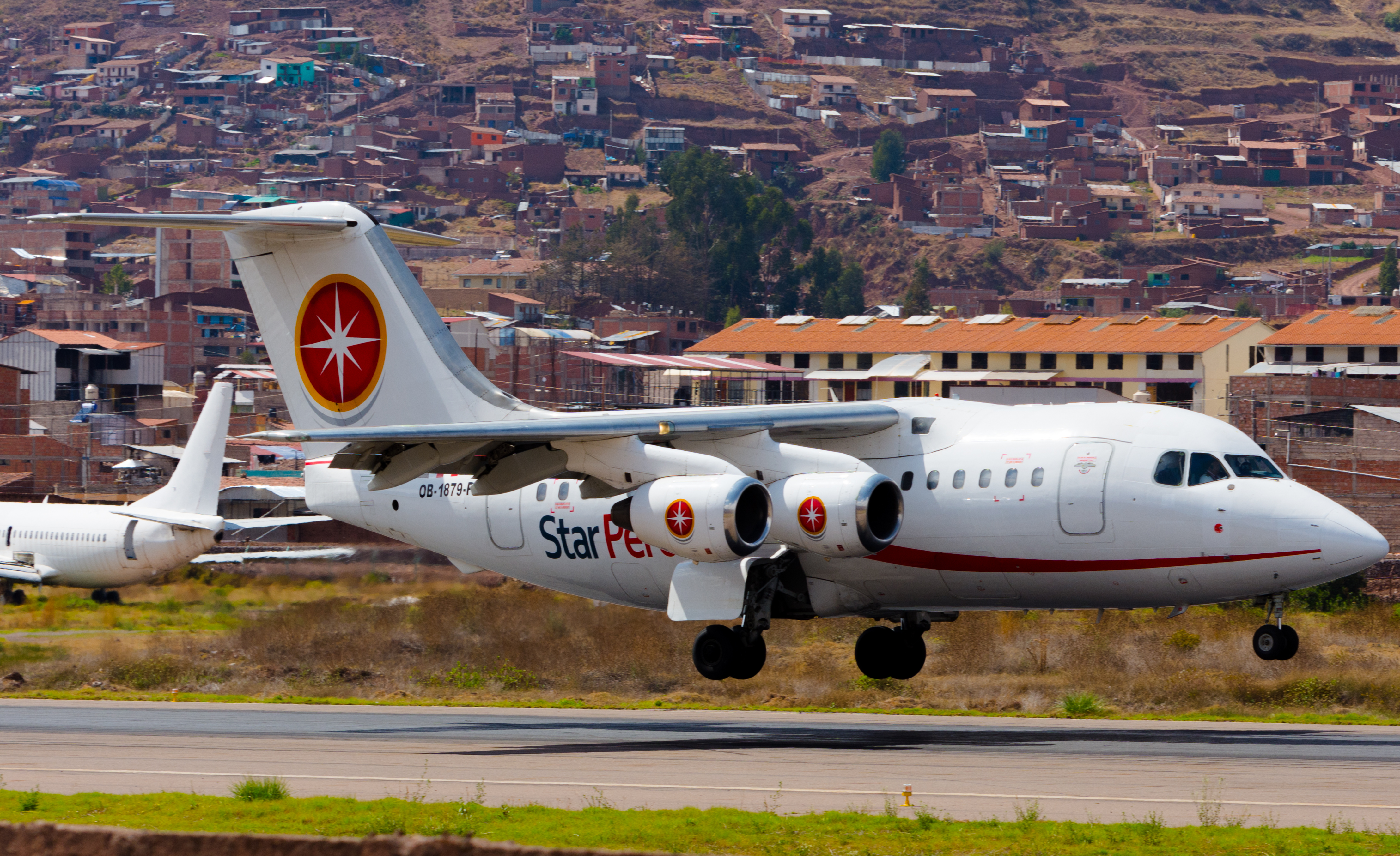
BAe 146-100 aterrizando en SPZO.

| Aeronaves              | Total | Introducido | Retirados | Matrículas |
| ---------------------- | ----- | ----------- | --------- | --- |
| Antonov An-24          | 2     | 2003        | 2008      | OB-1734 y OB-1717                                                                                             |
| Antonov An-26          | 1     | 2006        | 2008      | OB-1772P (re-reg. OB-1772)                                                                                    |
| Antonov An-32          | 2     | 1997        | 2001      | OB-1652 y OB-1610                                                                                             |
| Bristish Aerospace 146 | 11    | 2008        | 2018      | OB-1877P, OB-1879P, OB-1885P, OB-1930P, OB-1943P, OB-1948P, OB-1964T, OB-1978P, OB-2014T, OB-1914P y OB-1923P |
| Boeing 737-200         | 8     | 2005        | 2010      | F-GIXA, OB-1794P, OB-1800P, OB-1804P, OB-1823P, OB-1839P, OB-1841P y OB-1851P                                 |
| Boeing 737-500         | 1     | 2019        | 2020      | OB-2140P |
| Bombardier CRJ-200     | 2     | 2016        | 2018      | OB-2122P y OB-2130P                                                                                           |